# Gyrolepis
Gyrolepis es un género extinto de peces actinopterigios prehistóricos de las épocas del Triásico Medio-Superior, en lo que ahora es Europa. Se conoce tanto de especímenes completos como de elementos esqueléticos aislados, como escamas o dientes.
Vivió en Bélgica, China, Francia, Alemania, Indonesia, Italia, Luxemburgo, Pakistán, Polonia, Arabia Arabia, España, Suiza, Reino Unido y los Estados Unidos (Arizona, Nevada).